# Vinter-OL 2018
Vinter-OL 2018, med det officielle navn 23. Olympiske Vinterlege, afholdtes i perioden 9. – 25. februar 2018 i Pyeongchang, Sydkorea. Det er en international vintersportsbegivenhed, som bliver organiseret af Den Internationale Olympiske Komite (IOC).

## Ansøgning om værtsskabet
IOC havde ved ansøgningsfristens udløb den 15. oktober 2009 modtaget tre ansøgninger om værtskabet for begivenheden - det laveste antal ansøgere siden vinter-OL 1988. Den 6. juli 2011, på IOC's 123. session i Durban, Sydafrika, blev Pyeongchang i Sydkorea udvalgt til at være værtsby.

### Kandidatbyer
| Kandidatbyer 2018 | Kandidatbyer 2018    | Kandidatbyer 2018                                                |  |
| By                | Land (IOC-landekode) | Officielt website                                                |  |
| ----------------- | -------------------- | ---------------------------------------------------------------- |  |
| Annecy            | Frankrig (FRA)       | Annecy 2018 (engelsk) (fransk)                                   |  |
| München           | Tyskland (GER)       | München 2018 (Webside ikke længere tilgængelig) (tysk) (engelsk) |  |
| Pyeongchang       | Sydkorea (KOR)       | Pyeongchang 2018 (koreansk) (engelsk) (fransk)                   |  |

## Afvikling af vinter-OL 2018

### Deltagende lande
| Deltagende Nationale Olympiske Komiteer | Deltagende Nationale Olympiske Komiteer |
| --- | --- |
| - Albanien (2) - Andorra (5) - Argentina (7) - Armenien (3) - Australien (51) - Aserbajdsjan (1) - Belgien (22) - Bermuda (1) - Bolivia (2) - Bosnien-Hercegovina (4) - Brasilien (9) - Bulgarien (21) - Canada (226) - Chile (7) - Colombia (4) - Cypern (1) - Danmark (17) - Ecuador (1) - Eritrea (1) - Estland (22) - Filippinerne (2) - Finland (106) - Frankrig (107) - Georgien (4) - Ghana (1) - Grækenland (4) - Hongkong (1) - Hviderusland (33) - Island (5) - Indien (2) - Iran (4) - Irland (5) - Israel (10) - Italien (122) - Jamaica (3) - Japan (124) - Kasakhstan (46) - Kenya (1) - Kina (81) - Kinesisk Taipei (4) - Korea (35)[a] - Nordkorea (10)[a] - Sydkorea (122)[a] (vært) - Kosovo (1) - Kroatien (19) - Kirgisistan (2) - Letland (34) - Libanon (3) - Liechtenstein (3) - Litauen (9) - Luxembourg (1) - Makedonien (3) - Madagaskar (1) - Malaysia (2) - Malta (1) - Marokko (2) - Mexico (4) - Moldova (2) - Monaco (4) - Mongoliet (2) - Montenegro (3) - Holland (33) - New Zealand (21) - Nigeria (3) - Norge (109) - Olympiske atleter fra Rusland (168)[b] - Pakistan (2) - Polen (62) - Portugal (2) - Puerto Rico (1) - Rumænien (27) - San Marino (1) - Schweiz (169) - Serbien (4) - Singapore (1) - Slovakiet (56) - Slovenien (71) - Spanien (13) - Storbritannien (58) - Sverige (118) - Sydafrika (1) - Thailand (4) - Tjekkiet (95) - Togo (1) - Tonga (1) - Tyrkiet (8) - Tyskland (156) - Ukraine (33) - Ungarn (19) - USA (242) - Usbekistan (2) - Østrig (105) - Østtimor (1) | |
| NOC'er der deltog i 2014, men ikke i 2018. | NOC'er der deltog i 2018, men ikke i 2014. |
| - Britiske Jomfruøer - Caymanøerne - Dominica - Nepal - Paraguay - Peru - Rusland[b] - Tadsjikistan - Venezuela - Amerikanske Jomfruøer - Zimbabwe | - Bolivia - Colombia - Ecuador - Eritrea - Ghana - Kenya - Korea[a] - Nordkorea - Kosovo - Madagaskar - Malaysia - Nigeria - Olympiske atleter fra Rusland[b] - Puerto Rico - Singapore - Sydafrika |

1. a Et forenet koreansk hold bestående af spillere fra både Nord- og Sydkorea konkurrerer i kvindernes ishockey-turnering. Dette arrangement faldt på plads under et møde i Panmunjom 17. januar 2018.[8]
2. b Rusland deltog ved Vinter-OL 2014, men blev suspenderet ved 2018-legene pga. et systematisk dopingmisbrug. Visse atleter fik dog lov til at deltage efter at være blevet clearet af IOC

#### Russisk udelukkelse
Den 5. december 2017 fremlagde Samuel Schmid, tidligere præsident fra Schweiz, efter 17 måneders undersøgelse sin undersøgelsesrapport om "systemiske manipulation af anti-dopingreglerne og -systemet i Rusland under vinter-OL 2014 i Sochi, Rusland samt de forskellige niveauer af administrativt, juridisk og kontraktmæssigt ansvar" for IOC's Executive Board.
IOC's reaktion på Schmid-kommissionens konklusioner var en udelukkelse af den russiske olympiske komité fra vinter-OL 2018.

Samtidig åbnede IOC muligheden for, at russiske atleter med en beviselig historie om ingen involvering i den systematiske doping kunne blive særligt inviteret med til vinter-OL 2018 efter nærmere retningslinjer. Sådanne russiske atleter vil optræde i en uniform med betegnelsen "Olympiske Atleter fra Rusland (OAR)" og under det olympiske flag.
Endelig blev en række navngivne russiske embedsmænd udelukket fra deltagelse i fremtidige olympiske arrangementer.

### Konkurrencerne

#### Konkurencearenaerne
De forskellige arenaer/stadioner er grupperet i to områder:
- PyeongChang Bjergklyngen
  - PyeongChang Olympiske Stadion
  - Alpensia - skiskydningscenter
  - Alpensia - langrendscenter
  - Alpensia - skihopcenter
  - Det olympiske kælke- og bobslæde-center
  - Jeongseon - alpine center (Slalom, Storslalom)
  - Yongpyong - alpine center (Styrtløb, Super-G, Kombineret)
- Gangneung Kystklyngen
  - Kwandong - ishockeycenter (kvinder)
  - Gangneung - curlingcenter
  - Gangneung - ishockeycenter (mænd)
  - Gangneung - kunstskøjteløbscenter
  - Gangneung - Ovalen (hurtigløb på skøjter)

#### Konkurrenceprogram
| ÅC | Åbningsceremoni | ● | Konkurrence | 1 | Finaler | GS | Gallashow | AC | Afslutningsceremoni |

| Februar                | Februar                | 8. Tor | 9. Fre | 10. Lør | 11. Søn | 12. Man | 13. Tir | 14. Ons | 15. Tor | 16. Fre | 17. Lør | 18. Søn | 19. Man | 20. Tir | 21. Ons | 22. Tor | 23. Fre | 24. Lør | 25. Søn | Konkurrencer |
| ---------------------- | ---------------------- | ------ | ------ | ------- | ------- | ------- | ------- | ------- | ------- | ------- | ------- | ------- | ------- | ------- | ------- | ------- | ------- | ------- | ------- | ------------ |
| Ceremonier             | Ceremonier             |        | ÅC     |         |         |         |         |         |         |         |         |         |         |         |         |         |         |         | AC      |              |
| Alpint skiløb          | Alpint skiløb          |        |        |         | 1       | 1       | 1       | 1       | 1       |         | 1       | 1       |         |         | 1       | 1       | 1       | 1       |         | 11           |
| Bobslæde               | Bobslæde               |        |        |         |         |         |         |         |         |         |         | ●       | 1       | ●       | 1       |         |         | ●       | 1       | 3            |
| Curling                | Curling                | ●      | ●      | ●       | ●       | ●       | 1       | ●       | ●       | ●       | ●       | ●       | ●       | ●       | ●       | ●       | ●       | 1       | 1       | 3            |
| Freestyle skiløb       | Freestyle skiløb       |        | ●      |         | 1       | 1       |         |         | ●       | 1       | 1       | 2       | ●       | 1       | 1       | 1       | 1       |         |         | 10           |
| Hurtigløb på skøjter   | Hurtigløb på skøjter   |        |        | 1       | 1       | 1       | 1       | 1       | 1       | 1       |         | 1       | 1       |         | 2       |         | 1       | 2       |         | 14           |
| Ishockey               | Ishockey               |        |        | ●       | ●       | ●       | ●       | ●       | ●       | ●       | ●       | ●       | ●       | ●       | ●       | 1       | ●       | ●       | 1       | 2            |
| Kunstskøjteløb         | Kunstskøjteløb         |        | ●      |         | ●       | 1       |         | ●       | 1       | ●       | 1       |         | ●       | 1       | ●       |         | 1       |         | GS      | 5            |
| Kælk                   | Kælk                   |        |        | ●       | 1       | ●       | 1       | 1       | 1       |         |         |         |         |         |         |         |         |         |         | 4            |
| Langrend               | Langrend               |        |        | 1       | 1       |         | 2       |         | 1       | 1       | 1       | 1       |         |         | 2       |         |         | 1       | 1       | 12           |
| Nordisk kombination    | Nordisk kombination    |        |        |         |         |         |         | 1       |         |         |         |         |         | 1       |         | 1       |         |         |         | 3            |
| Kortbaneløb på skøjter | Kortbaneløb på skøjter |        |        | 1       |         |         | 1       |         |         |         | 2       |         |         | 1       |         | 3       |         |         |         | 8            |
| Skeleton               | Skeleton               |        |        |         |         |         |         |         | ●       | 1       | 1       |         |         |         |         |         |         |         |         | 2            |
| Skihop                 | Skihop                 | ●      |        | 1       |         | 1       |         |         |         | ●       | 1       |         | 1       |         |         |         |         |         |         | 4            |
| Skiskydning            | Skiskydning            |        |        | 1       | 1       | 2       |         | 1       | 1       |         | 1       | 1       |         | 1       |         | 1       | 1       |         |         | 11           |
| Snowboard              | Snowboard              |        |        | ●       | 1       | 1       | 1       | 1       | 1       | 1       |         |         | ●       |         | ●       | ●       | 1       | 3       |         | 10           |
| Antal konkurrencer     | Antal konkurrencer     |        |        | 5       | 7       | 8       | 8       | 6       | 7       | 5       | 9       | 6       | 3       | 5       | 7       | 8       | 6       | 8       | 4       | 102          |
| Afviklede konkurrencer | Afviklede konkurrencer |        |        | 5       | 12      | 20      | 28      | 34      | 41      | 46      | 55      | 61      | 64      | 69      | 76      | 84      | 90      | 90      | 102     |              |

## Medaljeoversigt
Værtsnation (Sydkorea)
| Placering       | NOC                                 | Guld | Sølv | Bronze | Total |
| --------------- | ----------------------------------- | ---- | ---- | ------ | ----- |
| 1               | Norge (NOR)                         | 14   | 14   | 11     | 39    |
| 2               | Tyskland (GER)                      | 14   | 10   | 7      | 31    |
| 3               | Canada (CAN)                        | 11   | 8    | 10     | 29    |
| 4               | USA (USA)                           | 9    | 8    | 6      | 23    |
| 5               | Holland (NED)                       | 8    | 6    | 6      | 20    |
| 6               | Sverige (SWE)                       | 7    | 6    | 1      | 14    |
| 7               | Sydkorea (KOR)                      | 5    | 8    | 4      | 17    |
| 8               | Schweiz (SUI)                       | 5    | 6    | 4      | 15    |
| 9               | Frankrig (FRA)                      | 5    | 4    | 6      | 15    |
| 10              | Østrig (AUT)                        | 5    | 3    | 6      | 14    |
| 11              | Japan (JPN)                         | 4    | 5    | 4      | 13    |
| 12              | Italien (ITA)                       | 3    | 2    | 5      | 10    |
| 13              | Olympiske atleter fra Rusland (OAR) | 2    | 6    | 9      | 17    |
| 14              | Tjekkiet (CZE)                      | 2    | 2    | 3      | 7     |
| 15              | Hviderusland (BLR)                  | 2    | 1    | 0      | 3     |
| 16              | Kina (CHN)                          | 1    | 6    | 2      | 9     |
| 17              | Slovakiet (SVK)                     | 1    | 2    | 0      | 3     |
| 18              | Finland (FIN)                       | 1    | 1    | 4      | 6     |
| 19              | Storbritannien (GBR)                | 1    | 0    | 4      | 5     |
| 20              | Polen (POL)                         | 1    | 0    | 1      | 2     |
| 21              | Ungarn (HUN)                        | 1    | 0    | 0      | 1     |
| 21              | Ukraine (UKR)                       | 1    | 0    | 0      | 1     |
| 23              | Australien (AUS)                    | 0    | 2    | 1      | 3     |
| 24              | Slovenien (SLO)                     | 0    | 1    | 1      | 2     |
| 25              | Belgien (BEL)                       | 0    | 1    | 0      | 1     |
| 26              | Spanien (ESP)                       | 0    | 0    | 2      | 2     |
| 26              | New Zealand (NZL)                   | 0    | 0    | 2      | 2     |
| 28              | Kasakhstan (KAZ)                    | 0    | 0    | 1      | 1     |
| 28              | Letland (LAT)                       | 0    | 0    | 1      | 1     |
| 28              | Liechtenstein (LIE)                 | 0    | 0    | 1      | 1     |
| Total (30 NOCs) | Total (30 NOCs)                     | 103  | 102  | 102    | 307   |